# Gare de Laneuveville-devant-Nancy
Gare de Laneuveville-devant-Nancy vasútállomás Franciaországban, Laneuveville-devant-Nancy településen.

## Vasútvonalak
Az állomást az alábbi vasútvonalak érintik:
- Párizs-Strasbourg-vasútvonal

## Kapcsolódó állomások
A vasútállomáshoz az alábbi állomások vannak a legközelebb:
- Gare de Jarville-la-Malgrange
- Gare de Varangéville - Saint-Nicolas